# Burgen (Mosel)
Burgen település Németországban, Rajna-vidék-Pfalz tartományban. Lakosainak száma 754 fő (2023. december 31.).

## Népesség
A település népességének változása:
| Lakosok száma | 742  | 768  | 738  | 745  | 756  | 743  | 747  | 754  |
|               | 1975 | 2010 | 2014 | 2017 | 2019 | 2021 | 2022 | 2023 |